# Campeonato Capixaba de Futebol de 2015 - Série A
O Campeonato Capixaba de Futebol de 2015, organizado pela FES, foi a 99ª edição do campeonato. Iniciou-se em 30 de janeiro, reunindo dez equipes, sendo sete participantes do Capixaba de 2014 e as duas finalistas do Série B de 2014, além do Rio Branco, que ascendeu após o terceiro lugar da Série B de 2014 pelo fato do Colatina ter desistido da competição por falta de recursos financeiros.

## Regulamento
Após sete anos adotando a mesma fórmula de disputa, para a disputa desta edição houve mudanças no formato de competição, que ganha um Quadrangular do Rebaixamento. O campeão ganha direito de disputar a Copa do Brasil de 2016 e a Série D de 2015.

### Primeira Fase
Na Primeira Fase, as dez equipes são divididas em dois grupos regionalizados, jogando em turno e returno dentro de cada um deles independentemente. Os seis melhores colocados disputam o Hexagonal Semifinal, enquanto os quatro últimos disputam o Quadrangular do Rebaixamento.

### Hexagonal Semifinal
No hexagonal, as seis equipes classificados se enfrentam em turno e returno. As duas melhores equipes após todos os jogos estão classificadas para a Final do campeonato.

### Quadrangular do Rebaixamento
Este quadrangular define as duas equipes rebaixadas à Série B 2015. As quatro equipes se enfrentam em turno e returno, sendo que as duas piores equipes classificadas sofrem o descenso.

### Final
Os dois classificados da fase anterior se enfrentam em duas partidas, sendo que, o clube que teve melhor campanha no Hexagonal Semifinal, tem mando de campo na segunda partida. Em caso de empate em pontos, o primeiro critério de desempate é o saldo de gols. Caso o empate persista, o confronto é decidido através de pênaltis. 

### Critérios de desempate
Os critérios de desempate são aplicados na seguinte ordem:
1. Maior número de vitórias
2. Maior saldo de gols
3. Maior número de gols pró (marcados)
4. Confronto direto
5. Menor número no somatório de cartões vermelhos (3 pontos cada) e cartões amarelos (1 ponto cada)
6. Sorteio

## Indefinição de participantes
O campeonato, a princípio, contaria com a presença do Colatina, oitavo colocado no Campeonato Capixaba de 2014.[carece de fontes?] No entanto, o clube anunciou oficialmente sua desistência poucas horas antes do anuncio da tabela do campeonato, alegando falta de recursos para a disputa deste. A vaga então foi passada ao Rio Branco, terceiro colocado na Série B do Campeonato Capixaba de 2014,[carece de fontes?] valendo-se da mudança do estatuto geral da Federação de Futebol do Estado do Espírito Santo, onde ficou determinado que, havendo desistência de qualquer clube na disputa do estadual da Série A, esta vaga deveria ser preenchida pelo clube mais bem classificado na Série B, caso haja tempo hábil e legal.

## Equipes participantes
| Equipe              | Cidade                  | Em 2014      | Estádio               | Capacidade | Títulos (mais recente) |
| ------------------- | ----------------------- | ------------ | --------------------- | ---------- | ---------------------- |
| Atlético Itapemirim | Itapemirim              | 2º (Série B) | José Olívio Soares    | 1 000      | 0 (não possui)         |
| Castelo             | Castelo                 | 4º (Série A) | Emílio Nemer          | 2 000      | 0 (não possui)         |
| Desportiva          | Cariacica               | 6º (série A) | Arena Unimed Sicoob   | 7 700      | 17 (2013)              |
| Estrela do Norte    | Cachoeiro de Itapemirim | 1º (série A) | Estádio Sumaré        | 6 000      | 1 (2014)               |
| Linhares            | Linhares                | 2º (série A) | Joaquim Calmon        | 2 000      | 1 (2007)               |
| Real Noroeste       | Águia Branca            | 7º (série A) | José Olímpio da Rocha | 3 200      | 0 (não possui)         |
| Rio Branco[a]       | Vitória                 | 3º (série B) | Kléber Andrade[b]     | 21 152     | 36 (2010)              |
| São Mateus          | São Mateus              | 3º (série A) | Sernamby              | 3 854      | 2 (2011)               |
| Sport Capixaba      | Domingos Martins        | 1º (série B) | Salvador Costa[c]     | 3 000      | 0 (não possui)         |
| Vitória             | Vitória                 | 5º (série A) | Salvador Costa        | 3 000      | 9 (2006)               |

OBS:

- a. ^  O Rio Branco ascendeu após o 3º lugar da Série B de 2014 pelo fato do Colatina ter desistido da competição por falta de recursos financeiros.[2]

- b. ^  O Rio Branco também mandará partidas na Arena Unimed Sicoob.[7] O uso do Kléber Andrade depende de acordo com o Governo do ES, gestor e proprietário do estádio.[8]

- c. ^  O Sport Capixaba, através de acordo com o Vitória, mandará seus jogos no Salvador Costa.[9]

## Estádios[5]
| Vitória           | Itapemirim        | Cariacica          | Cariacica             |
| Salvador Costa    | Sumaré            | Kléber Andrade     | Engenheiro Araripe    |
| Capacidade: 3 000 | Capacidade: 6 000 | Capacidade: 21 152 | Capacidade: 7 700     |
|                   |                   |                    |                       |
| São Mateus        | Linhares          | Castelo            | Águia Branca          |
| Sernamby          | Joaquim Calmon    | Emílio Nemer       | José Olímpio da Rocha |
| Capacidade: 3 854 | Capacidade: 2 000 | Capacidade: 2 000  | Capacidade: 3 200     |
|                   |                   |                    |                       |

## Primeira Fase
Grupo Norte
|  | v d e |

| Pos | Times         | Pts | J | V | E | D | GP | GC | SG  | %    | M       | Classificação ou rebaixamento                |
| --- | ------------- | --- | - | - | - | - | -- | -- | --- | ---- | ------- | -------------------------------------------- |
| 1   | Rio Branco-ES | 21  | 8 | 7 | 0 | 1 | 15 | 9  | 6   | 87,5 | Estável | Classificado ao Hexagonal Semifinal          |
| 2   | Real Noroeste | 16  | 8 | 5 | 1 | 2 | 18 | 7  | 11  | 66,7 | Estável | Classificado ao Hexagonal Semifinal          |
| 3   | Linhares      | 9   | 8 | 3 | 0 | 5 | 14 | 13 | 1   | 37,5 | 1       | Classificado ao Hexagonal Semifinal          |
| 4   | Vitória-ES    | 7   | 8 | 2 | 1 | 5 | 8  | 12 | -4  | 29,2 | 1       | Classificado ao Quadrangular do Rebaixamento |
| 5   | São Mateus    | 0   | 8 | 2 | 0 | 6 | 3  | 17 | -14 | 25,0 | Estável | Classificado ao Quadrangular do Rebaixamento |

- São Mateus perdeu seis pontos por escalação irregular de dois jogadores.

Grupo Sul
|  | v d e |

| Pos | Times                  | Pts | J | V | E | D | GP | GC | SG | %    | M       | Classificação ou rebaixamento                |
| --- | ---------------------- | --- | - | - | - | - | -- | -- | -- | ---- | ------- | -------------------------------------------- |
| 1   | Desportiva Ferroviária | 13  | 8 | 4 | 1 | 3 | 11 | 10 | 1  | 54,2 | 3       | Classificado ao Hexagonal Semifinal          |
| 2   | Estrela do Norte       | 13  | 8 | 4 | 1 | 3 | 8  | 7  | 1  | 54,2 | 1       | Classificado ao Hexagonal Semifinal          |
| 3   | Atlético Itapemirim    | 13  | 8 | 3 | 4 | 1 | 9  | 5  | 4  | 54,2 | 1       | Classificado ao Hexagonal Semifinal          |
| 4   | Castelo                | 12  | 8 | 3 | 3 | 2 | 6  | 6  | 0  | 50,0 | 1       | Classificado ao Quadrangular do Rebaixamento |
| 5   | Sport Capixaba         | 4   | 8 | 1 | 1 | 6 | 10 | 16 | -6 | 16,7 | Estável | Classificado ao Quadrangular do Rebaixamento |

## Hexagonal Semifinal
|  | v d e |

| Pos | Times                  | Pts | J  | V | E | D | GP | GC | SG | %    | M       | Classificação ou Rebaixamento |
| --- | ---------------------- | --- | -- | - | - | - | -- | -- | -- | ---- | ------- | ----------------------------- |
| 1   | Rio Branco-ES          | 22  | 10 | 7 | 1 | 2 | 9  | 3  | 6  | 73,3 | Estável | Classificado à Final          |
| 2   | Desportiva Ferroviária | 17  | 10 | 5 | 2 | 3 | 13 | 11 | 2  | 56,7 | Estável | Classificado à Final          |
| 3   | Real Noroeste          | 15  | 10 | 5 | 0 | 5 | 14 | 13 | 1  | 50,0 | Estável |                               |
| 4   | Estrela do Norte       | 12  | 10 | 3 | 3 | 4 | 12 | 11 | 1  | 40,0 | Estável |                               |
| 5   | Atlético Itapemirim    | 10  | 10 | 3 | 1 | 6 | 10 | 15 | -5 | 33,3 | 1       |                               |
| 6   | Linhares               | 10  | 10 | 3 | 1 | 6 | 8  | 13 | -5 | 33,3 | 1       |                               |

## Quadrangular do Rebaixamento
|  | v d e |

| Pos | Times          | Pts | J | V | E | D | GP | GC | SG | %    | M       | Classificação ou rebaixamento          |
| --- | -------------- | --- | - | - | - | - | -- | -- | -- | ---- | ------- | -------------------------------------- |
| 1   | São Mateus     | 13  | 6 | 4 | 1 | 1 | 7  | 4  | 3  | 72,2 | Estável |                                        |
| 2   | Sport Capixaba | 10  | 6 | 3 | 1 | 2 | 7  | 7  | 0  | 55,6 | Estável |                                        |
| 3   | Castelo        | 8   | 6 | 2 | 2 | 2 | 7  | 6  | 1  | 44,4 | Estável | Zona de Rebaixamento à Série B de 2016 |
| 4   | Vitória-ES     | 2   | 6 | 0 | 2 | 4 | 5  | 9  | -4 | 11,1 | Estável | Zona de Rebaixamento à Série B de 2016 |

## Finais
Primeiro jogo
| 9 de maio | Desportiva Ferroviária | 0 – 1     | Rio Branco-ES  | Arena Unimed Sicoob, Cariacica          |
| 16:30     |                        | Relatório | 79' João Paulo | Árbitro: ES Marcos André Gomes da Penha |

Segundo jogo
| 16 de maio | Rio Branco-ES | 1 – 1     | Desportiva Ferroviária | Estádio Kleber Andrade, Cariacica |
| 16:30      | Ratinho 41'   | Relatório | 33' Bruninho Araújo    | Árbitro: ES Elvis de Almeida      |

## Premiação
| Campeonato Capixaba de 2015 - Série A |
| Vitória                               |
| ------------------------------------- |
| Rio Branco-ES Campeão (37º título)    |

### Seleção do Campeonato
| Pos. | Jogador       | Clube            |
| ---- | ------------- | ---------------- |
| G    | Paulo Vitor   | Rio Branco       |
| ZG   | Rafael Olioza | Rio Branco       |
| ZG   | Kleber Viana  | Rio Branco       |
| LD   | Ratinho       | Rio Branco       |
| LE   | Ferrugem      | Estrela do Norte |
| VOL  | Ramom         | Rio Branco       |
| VOL  | Tabata        | Desportiva       |
| ML   | João Paulo    | Rio Branco       |
| ML   | Marcos A.     | Desportiva       |
| CA   | Acerola       | Desportiva       |
| CA   | Pepeta        | Rio Branco       |
| TE   | Duílio Dias   | Rio Branco       |

- Fonte[10]

## Artilharia
| Gols | Jogador           | Time                        |
| ---- | ----------------- | --------------------------- |
| 9    | Washington Baiano | Sport-ES                    |
| 6    | Gugu              | Linhares                    |
| 5    | Acerola e Pepeta  | Desportiva e Rio Branco     |
| 4    | Zizu e Morotó     | Atlético-ES e Real Noroeste |

- Fonte[11]